# リンダ・ダンバース
リンダ・ダンバース（英: Linda Danvers）は、DCコミックスの出版するアメリカン・コミックスに登場する架空のスーパーヒロイン。ピーター・デイビッドとゲイリー・フランクによって創造され、1996年の"Supergirl vol.4 #1"で初登場した。

## 人物
リンダ・ダンバースは、警察官の父フレッド・ダンバースと母シルビア・ダンバースの間に生まれた。恋人バズの主宰する悪魔崇拝に魅了され、違法な行為に関わるようになる。しかし、リンダ自身も拷問の対象となってしまい、体をナイフで切りつけられ火をつけられたところをマトリックスに救われる。スーパーガールとして活動していたマトリックスは変形能力を使ってリンダの傷を癒すために体そのものを融合させる。
融合したリンダとマトリックスは肉体だけでなく意識や記憶も混在した状態になり、リンダは一命をとりとめ、さらに超人的な力を得る。こうしてリンダ・ダンバースとしてのスーパーガールが誕生した。彼女は過去の罪の償いも含めてヒーローとして活動し始める。

## 書誌情報
| タイトル                      | 収録内容                                                                          | 刊行日     | ISBN           |
| ----------------------------- | --------------------------------------------------------------------------------- | ---------- | -------------- |
| Supergirl Book One            | Supergirl vol.4 #1-9, Supergirl Plus #1, Supergirl Annual #1, and Showcase '96 #8 | 2016年10月 | 978-1401260927 |
| Supergirl Book Two            | Supergirl vol.4 #10-20 and Supergirl Annual #2                                    | 2017年4月  | 978-1401265533 |
| Supergirl Book Three          | Supergirl vol.4 #21-31, Supergirl #1000000 and Resurrection Man #16-17            | 2017年10月 | 978-1401268794 |
| Supergirl Book Four           | Supergirl vol.4 #32-43                                                            | 2018年7月  | 978-1401273644 |
| Supergirl: Many Happy Returns | Supergirl vol.4 #75-80                                                            | 2003年8月  | 978-1401200855 |